# Cyrtarachne inaequalis
Cyrtarachne inaequalis là một loài nhện trong họ Araneidae.
Loài này thuộc chi Cyrtarachne. Cyrtarachne inaequalis được Tord Tamerlan Teodor Thorell miêu tả năm 1895.